# Магвајо (Порторико)
Магвајо (шп. Maguayo) град је у америчкој острвској територији Порторико, острвској држави Кариба.

## Демографија
По попису из 2010. године број становника је 903.
| Група             | 2000.    | 2010.       |
| Белци             | 0 (0,0%) | 3 (0,3%)    |
| Афроамериканци    | 0 (0,0%) | 73 (8,1%)   |
| Азијати           | 0 (0,0%) | 0 (0,0%)    |
| Хиспаноамериканци | 0 (0,0%) | 898 (99,4%) |
| Укупно            | 0        | 903         |